# Pico Coronda
El Pico Coronda (en inglés: Coronda Peak) es un pico que llega a unos 610 m s. n. m. ubicado al norte de Puerto Leith en Georgia del Sur, en el océano Atlántico Sur, cuya soberanía está en disputa entre el Reino Unido el cual las administra como «Territorio Británico de Ultramar de las islas Georgias del Sur y Sandwich del Sur», y la República Argentina que las integra al Departamento Islas del Atlántico Sur, dentro de la Provincia de Tierra del Fuego, Antártida e Islas del Atlántico Sur. El nombre aparece en un gráfico que muestra los resultados de las encuestas realizadas por el personal de Investigaciones Discovery entre 1927 y 1929, y es probable que deba al SS Coronda cuyo capitán era asistente en la encuesta.